# Ментальный учёт
Ментальный учет (Mental Accounting) — влияние обстоятельств поступления, хранения и использования денежных средств на принятие экономических решений. Термин используется в поведенческой экономике и был впервые введен Ричардом Талером в работе «Mental accounting matters». Индивиды используют ментальный учет в качестве способа управления доходами и расходами и контроля собственного поведения. Тем не менее, такой способ распределения финансов на основе субъективных критериев приводит к иррациональному поведению в области потребления и сбережения.

## Механизм воздействия
Согласно теории ментального учета, индивиды недооценивают взаимозаменяемость денег из разных источников — каждый отдельный рубль имеет для потребителей свою ценность в зависимости от источника и регулярности поступления. Деньги разной ценности распределяются в разные источники — представить это можно в виде воображаемого банка с отдельными счетами для заработной платы, пенсии, подарков и пр.
Затем люди используют деньги разной субъективной ценности на разные цели. Доходы, которые индивид ожидал и предсказывал, идут на траты первой необходимости, такие как жилье, еда и одежда. Неожиданные доходы, в свою очередь, будут потрачены нестандартно, например, на предметы роскоши.
Ментальный учет тесно связан с концепцией транзакционной полезности. Согласно ей, люди готовы платить разную сумму за одно и то же благо в зависимости от места покупки. У людей существуют свои «ментальные корзины», согласно которым они принимают решение о совершении покупки.

## Примеры
Связанные с ментальным учетом когнитивные искажения встречаются в разных сферах:
- Одновременное наличие у человека сбережений на крупную покупку и потребительского кредита;
- Разделение инвестором своего портфолио на «рисковый» и «безрисковый» портфели;
- Оплата кредитной картой повышает как вероятность покупки, так и ее стоимость;[6]
- Безответственное отношение к «материнскому капиталу», как к подарку, и ограничение государством целей его использования[7].